# Adam Vacula
Adam Vacula (* 19. října 1987 Uherský Brod) je český filmový a divadelní herec.

## Život a kariéra
Vystudoval nejprve sociální práci a psychoterapii na Vysoké škole psychosociálních studií a poté herectví na DAMU v Praze. Hostoval na různých divadelních scénách (Národní divadlo v Praze, Divadlo na Vinohradech, Švandovo divadlo, Divadlo J. K. Tyla v Plzni aj.).
Od roku 2019 je členem souboru pražského Divadla pod Palmovkou.
Mezi jeho nejznámější filmové role patří Radím ve snímku Hany (2014) a Ivan Vlach v koprodukčním filmu Hra (2019). Dost zkušeností má i z práce pro zahraniční produkce, například z filmu Himmelsleiter (2015) nebo seriálů Haunted (2019) a Freud (2020), Tribes of Europa (2021), The Falcon and the Winter Soldier (2021), Last Light (2022).
V roce 2023 se objevil v seriálu Zlatá labuť, kde v 2. sériích, ztvárňuje hlavní hlavní postavu Petra Kučeru.
Mluví plynně česky, anglicky a francouzsky.

### Osobní život
Věnuje se umělecké fotografii. V roce 2022 se jeho partnerkou stala Veronika "Besky" Beskydiarová.

## Filmografie
| Rok  | Název             | Role               |
| ---- | ----------------- | ------------------ |
| 2013 | Cirkus Bukowsky   | messenger          |
| 2014 | Hany              |                    |
| 2015 | Die Himmelsleiter |                    |
| 2018 | Tátové na tahu    | doktor             |
| 2019 | Linka             | MUDr. Daniel Motýl |
| 2019 | Hra               | herec              |
| 2019 | Haunted           |                    |
| 2020 | Slunečná          | Marek Svoboda      |
| 2020 | Freud             |                    |
| 2021 | Oslo              |                    |
| 2023 | Terezín           |                    |
| 2023 | Zlatá labuť       | Petr Kučera        |
| 2023 | Bod obnovy        | Peter Trochinowski |